# إنجولفة أزورية
إنجولفة أزورية (الاسم العلمي:Ingolfiella azorensis) هي نوع من الحيوانات تتبع جنس الإنجولفة من فصيلة الإنجولفات.